# Семёнов, Николай Иванович (партийный деятель)
Николай Иванович Семёнов — советский хозяйственный, государственный и политический деятель.

## Биография
Родился в 1934 году в Минусинске. Член КПСС.
С 1959 года — на хозяйственной, общественной и политической работе. В 1959—1996 гг. — заведующий лабораторией сверхвысоких частот ТРТИ, 1-й секретарь Ленинского РК ВЛКСМ, 1-й секретарь Таганрогского ГК ВЛКСМ, 1-й секретарь Октябрьского РК КПСС, заведующий отделом организационно-партийной работы Чечено-Ингушского обкома КПСС, 1-й секретарь Грозненского горкома КПСС, секретарь ЦК Компартии Киргизии, заведующий сектором организационного отдела ЦК КПСС, руководитель Территориального управления федеральных органов власти в Чеченской республике в ранге Заместителя Председателя Правительства РФ.
Делегат XXV и XXVI съездов КПСС.
Живёт в Москве.